# Mirower See
Mirower See er en sø i Mecklenburgische Seenplatte i Landkreis Mecklenburgische Seenplatte. Det er en af de såkaldte andre indre vandvejeundere delstatsregeringen og er administreret af Wasserstraßen- und Schifffahrtsamtes Oder-Havel.

## Geografi

### Beliggenhed
Mirower-søen ligger omkring elleve kilometer sydøst for den sydøstlige bred af Müritz og strækker sig nord umiddelbart nordvest for Mirow. Søen, som er omkranset af skove i nord, marker og enge i den centrale del og Mirow på den sydøstlige bred, er næsten 2,5 kilometer lang, op til 700 meter bred og højst syv meter dyb. Densligger 58,6 m over havets overflade. Nord for søen er en krogformet, vestvendt bugt omkring en kilometer  lang, hvor Kleiner Schulzensee løber ind fra syd.

### Øer
I Mirower See er der en ø og en holm.
På Slotsøen Mirow ligger et barokslot bygget mellem 1748 og 1752 som sommerresidens for de Mecklenburgske hertuger, og en Slotskirken Mirow fra det tidlige 14. århundrede, hvis tårn kan bestiges.
Liebesinsel, som er en lille ø lige nord for Schlossinsel, kan nås via en gammel, restaureret bro, der fører over den smalle vandarm mellem de to små øer. På denne ø ligger graven til den sidste storhertug af Mecklenburg-Strelitz, Adolf Frederik 6. af Mecklenburg-Strelitz (1882–1918), der tog sit eget liv.

### Vandveje
En smal kanal, kun omkring 200 meter lang, forbinder Mirower See med Müritz-Havel-Wasserstraße (MHW) ved km 22,52. Ved sammenløbet af denne kanal, blot et par hundrede meter fra den sydlige bred af Mirow, har Mirow-kanalen sit indløb, (den nordvestlige del af MHW); den forgrener sig fra Kleine Müritz fra Müritz-Elde vandvejen og løber gennem Sumpfsee og Ragunsee til Mirow. Siden 1936 har Mirow-kanalen erstattet Alte Fahrt eller Old Müritz-Havel Waterway, som løber ud i Mirow-søen fra nord. Indtil da var det den sædvanlige sejlrute mellem Havel og Müritz.
Alte MHW begynder med Bolter Kanal, som havde en sluse i området ved Bolter Mühle, som dog blev udfyldt, på Müritz' østbred. Dernæst kommer Caarpsee, Woterfitzsee, Leppinsee, de to Kotzower-søer og Granzower Möschen.
Sammen med Mirower See danner disse søer en kæde af søer, som kanosejlere bruger som sidevej på vej fra Müritz. Fra Mirower til Leppinsee er både med forbrændingsmotorer også tilladt. Woterfitzsee og Caarpsee er dog lukket for fartøjer med forbrændingsmotor.

## litteratur
- Martin Eckoldt (red. ): Floder og kanaler: De tyske vandvejes historie . DSV forlag, Hamborg 1998; Busse-Seewald, Herford, ISBN 3-88412-243-6